# 西白山町
西白山町（にしはくさんちょう）は、愛知県名古屋市中区の地名。

## 歴史

### 沿革
- 1911年（明治44年）11月1日 - 白山町の老松筋から西の一部が西白山町として独立[1]。
- 1944年（昭和19年）2月11日 - 栄区成立に伴い、同区西白山町となる[1]。
- 1945年（昭和20年）11月3日 - 栄区廃止に伴い、中区西白山町となる[1]。
- 1977年（昭和52年）10月23日 - 新栄一丁目および同二丁目に編入され消滅[2]。